# Армянская тиара
Армянская тиара (арм. Հայկական խույր) или Тиара Арташесидов (арм. Արտաշեսյանների խույր) — головной убор, являвшийся символом монархической власти правителей из династии Арташесидов в Древней Армении, представлявший собой своеобразную шляпу в форме усечённого конуса или цилиндра с четырьмя или пятью остроконечными зубцами на вершине, вокруг которого обвита царская диадема, украшенная двумя орлами, смотрящими в противоположные стороны, по обеим сторонам 8-конечной звезды, что являлось родовым знаком Арташесидов.. Низ тиары был украшен свисающим затылочной лентой-покрывалом (назатыльником) и боковыми лентами-покрывалами, падавшими на плечи.
Изображения тиары Арташесидов дошли до нас на многочисленных древнеармянских монетах, на которых монархи династии Арташесидов от Тиграна II Великого до Артавазда II традиционно изображались с данным символом власти.

## Происхождение
Вопрос о происхождении армянской тиары является до конца не изученным. Самые ранние образцы армянской тиары документально засвидетельствованы на памятниках с изображением Тиграна II.

Г. А. Тирацян высказывает мысль относительно ахеменидских истоков армянской тиары. На эту связь указывают монеты ахеменидских царей, резные камни, главным образом цилиндры, рельефы (Персеполь, Даскилея), золотые изделия из Амударьинского клада, ткани из Пазырыка. На упомянутых памятниках царские особы носят корону, главной отличительной особенностью которой является её зубчатость.

Однако Тирацян приводит и отличия между ахеменидской и армянской тиарами: ахеменидская зубчатая тиара изображена без назатыльника и наушников, она, кроме зубцов, как правило, не имеет каких-либо украшений, тогда как боковые части армянской тиары украшены символами древнеармянского бога Солнца Михра (розеткой и двумя орлами по сторонам).  Тирацян делает вывод, что армянская тиара в том виде, в котором она изображена на монетах Тиграна II, возникла в результате слияния ахеменидской царской тиары в виде усечённого конуса с появившимся в Армении, по крайней мере, с V века до нашей эры ахеменидским сатрапским башлыком, вернее, его назатыльником и наушниками.

## Интересные факты
- Армянская тиара изображена на государственном гербе непризнанной Нагорно-Карабахской Республики, что символизирует связь НКР с аристократическими династиями Древней и Средневековой Армении[4].

## Внешние ссылки
- The Armenian Crown  (англ.)
- Ancient Coins of the Artaxiad Dynasty: Tigranes II the Great, 95 - 56 BC  (англ.)
- An intriguing Roman provincial coin depicting an Armenian tiara  (англ.)